# Кешлак-е Мусалу
Кешлак-е Мусалу (перс. قشلاق موسي لو) — село в Ірані, у дегестані Гакімабад, у Центральному бахші, шахрестані Зарандіє остану Марказі. За даними перепису 2006 року, його населення становило 60 осіб, що проживали у складі 18 сімей.

## Клімат
Середня річна температура становить 13,76 °C, середня максимальна – 32,23 °C, а середня мінімальна – -8,52 °C. Середня річна кількість опадів – 241 мм.
| Клімат поселення                              | Клімат поселення | Клімат поселення | Клімат поселення | Клімат поселення | Клімат поселення | Клімат поселення | Клімат поселення | Клімат поселення | Клімат поселення | Клімат поселення | Клімат поселення | Клімат поселення | Клімат поселення |
| Показник                                      | Січ.             | Лют.             | Бер.             | Квіт.            | Трав.            | Черв.            | Лип.             | Серп.            | Вер.             | Жовт.            | Лист.            | Груд.            |                  |
| Середній максимум, °C                         | 8,66             | 10,38            | 15,56            | 22,21            | 26,72            | 31,74            | 32,23            | 31,42            | 27,49            | 21,35            | 14,47            | 8,47             |                  |
| Середня температура, °C                       | 0,07             | 1,78             | 6,98             | 13,62            | 18,14            | 23,15            | 26,57            | 25,74            | 21,82            | 15,68            | 8,80             | 2,80             |                  |
| Середній мінімум, °C                          | −8,52            | −6,79            | −1,62            | 5,04             | 9,56             | 14,57            | 20,89            | 20,07            | 16,14            | 9,99             | 3,13             | −2,89            |                  |
| Норма опадів, мм                              | 32               | 33               | 46               | 32               | 25               | 4                | 2                | 1                | 1                | 12               | 21               | 32               |                  |
| Середньомісячна швидкість вітру, м/с          | 1.51             | 2.00             | 3.04             | 3.24             | 2.70             | 2.66             | 2.72             | 2.59             | 2.26             | 2.13             | 1.93             | 1.44             |                  |
| Середньомісячна сонячна радіація, кДж/м²·день | 8950             | 11828            | 14283            | 17892            | 22053            | 26028            | 25884            | 23405            | 19829            | 14512            | 10668            | 8596             |                  |
| --------------------------------------------- | ---------------- | ---------------- | ---------------- | ---------------- | ---------------- | ---------------- | ---------------- | ---------------- | ---------------- | ---------------- | ---------------- | ---------------- | ---------------- |
| Джерело:                                      |                  |                  |                  |                  |                  |                  |                  |                  |                  |                  |                  |                  |                  |